# شیخلر (گوی‌چای)
شیخلر (به لاتین: Şıxlar، تا ۲۰۱۵ میلادی جئیرلی Cəyirli) یک منطقه مسکونی در جمهوری آذربایجان است که در شهرستان گوی‌چای واقع شده است.